# Französische Frauenfußballmeisterschaft 1975/76
Die französische Frauenfußballmeisterschaft 1975/76 war die zweite Ausspielung dieses Titels nach der offiziellen Anerkennung des Frauenfußballs durch den Fußballverband Frankreichs im Jahr 1970. Die vergleichbaren Wettbewerbe zwischen den Weltkriegen blieben weiterhin inoffiziell, zumal sie von einem reinen Frauensportverband organisiert worden waren.
Die Meisterschaft 1975/76 – eine frankreichweite höchste Liga gab es vor 1992 nicht – wurde in einer Mischung aus Gruppenspiel- und K.o.-Modus ausgetragen; für die Teilnahme an der landesweiten Endrunde mussten sich die Frauschaften zuvor auf regionaler Ebene qualifizieren. Sieger dieser Austragung wurden die Spielerinnen von Stade Reims, die damit ihren Erfolg des Vorjahres wiederholen konnten.

## Vorrunde
Die 18 qualifizierten Teams wurden unter regionalen Gesichtspunkten auf vier Gruppen aufgeteilt, in denen jeder Verein in Hin- und Rückspiel gegen jeden anderen antrat. Anders als im Vorjahr erreichten nur die jeweiligen Gruppensiegerinnen die nächste Runde, das Halbfinale. Bei Punktgleichheit – es galt die Zwei-Punkte-Regel – gab die bessere Tordifferenz den Ausschlag.
In den verwendeten Quellen sind keine einzelnen Ergebnisse dieser Runde zu finden, sondern lediglich die teilnehmenden Frauschaften und die (hierunter fett dargestellten) Gruppenersten:
- Gruppe A: Stade Reims, FC Metz, AS Valentigney, FC Vendenheim
- Gruppe B: FC Rouen, AS Étrœungt, Arago Sport Orléans, VGA Saint-Maur, FC Vitry
- Gruppe C: FC Bergerac, AC Landouge, FC Yonnais, Stade Quimper
- Gruppe D: AS Pusignan, US Blanzy-Montceau, US Colomiers, Olympique Marseille, AS Romagnat

## Halbfinale
Halbfinale und Endspiel wurden in Hin- und Rückspielen ausgetragen, wobei die Auswärtstorregel seinerzeit noch nicht galt.
| Stade Reims – FC Bergerac | 5:0 | 3:0 |
| AS Pusignan – FC Rouen    | 0:1 | 2:4 |

## Endspiele
Die Spiele fand am 9. Mai 1976 in Reims und am 16. Mai 1976 in Rouen statt.
| Stade Reims – FC Rouen | 4:1 (3:0) |

Aufstellungen
- Reims: Marie-Louise Butzig – Patricia Mousel, Ghislaine Royer, Marie-Bernadette Thomas, Marie-France Courtois – Renée Delahaye, Véronique Roy (Rachèle Vilarinho), Élisabeth Dejean – Michèle Wolf, Isabelle Musset, Michèle Bariset
Trainer: Pierre Geoffroy
- Rouen: Nicole Revet – Durant, Huet, Annie Bataille, Noël – Ducloy, Mullot, Nicole Carrié – Sabatier (Begin), Armelle Binard, Fleury
Trainer: ?

Tore
1:0 Courtois (6.)

2:0 Musset (26.)

3:0 Musset (31.)

3:1 Binard (47.)

4:1 Roy (54.)
| FC Rouen – Stade Reims | 0:4 (0:1) |

Aufstellungen
- Rouen: Nicole Revet – Lecée, Huet, Noël, Nicole Carrié – Ducloy, Armelle Binard, Lapère – Fabienne Berthout, Mullot, Fleury (Durant)
Trainer: ?
- Reims: Marie-Louise Butzig – Patricia Mousel, Ghislaine Royer, Marie-Bernadette Thomas, Marie-France Courtois – Élisabeth Dejean, Renée Delahaye (Rachèle Vilarinho), Véronique Roy – Michèle Wolf, Isabelle Musset, Michèle Bariset
Trainer: Pierre Geoffroy

Tore
0:1 Musset (4.)

0:2 Dejean (52.)

0:3 Roy (63.)

0:4 Wolf (70.)